# Этемадзаде, Махмуд
Махмуд Этемадзаде (Этемад-Заде, псевдоним — Бех-Азин, Бехазин) (перс. محمود اعتمادزاده؛ م.ا. به‌آذین‎, англ. Beh-azin);
14 января 1915, Решт, Иран — 31 мая 2006, Тегеран) — персидский писатель
, публицист, переводчик, педагог, библиотекарь
, журналист, политик-марксист.

## Биография
Родился в семье купца из среднего класса. Его отец был доведен до банкротства из-за приостановки торговли с Россией во время Первой мировой войны.
Вместе с группой иранских студентов в сентябре 1932 года отправился во Францию, где обучался в Брестском морском инженерном училище и Морском инженерном училище в Париже, после возвращения на родину, в 1938 году поступил на флот. Жил и служил в Хорремшехре в звании младшего лейтенанта-корабельного инженера, через два года стал главным инженером ремонтной мастерской иранского императорского военно-морского флота Ирана.
В 1941 году во время Англо-советского вторжения в Иран получил ранение осколком советской бомбы в левую руку, которая затем была ампутирована.
Вынужден был оставить флот и заняться литературным творчеством и переводами.
Автор рассказов, повестей и романов, в которых описывал свои воспоминания и переживания тюремного прошлого в 1950—1970-х годах. Опубликовал один сборник эссе и три сборника рассказов (1955—1972).
Перевёл большое количество современной западной классики, ряд произведений Шекспира («Отелло», «Гамлет», «Король Лир»), Бальзака («Отец Горио», «Кузина Бетта»), Гёте, Ромена Роллана, Ницше, М. А. Шолохова («Тихий Дон»).
Был членом Народной партии Ирана, занимался политической и общественной деятельностью. Подвергался преследованиям со стороны властей.
Бехазин высоко ценится литературными кругами Ирана за его качество и владение персидским, красоту его переводов на персидский язык произведений западной литературы.
В 1946 году участвовал в Первом съезде иранских писателей, собрании с преимущественно левыми идеями. Был президентом Союза писателей страны. Много лет учительствовал, преподавая французский язык, и математику в средних школах, работал в национальной библиотеке, сотрудничал с рядом газет и журналов. В течение нескольких недель занимал должность заместителя министра культуры страны.
Умер от остановки сердца в одной из больнице Тегерана.